# Akan (sopka)
Akan (japonsky: 阿寒岳, Akan-dake) je masivní kaldera o rozměrech 13 × 24 km, jež se nachází ve východní části ostrova Hokkaidó, v oblasti Národního parku Akan. Věk kaldery se odhaduje na 31 500 let. Postkalderové stádium vulkanizmu vytvořilo čtyři stratovulkány, tři na jihozápadním okraji a jeden na severovýchodním. Stratovulkán Me-Akan je jediný aktivní v historické době, v 19. a 20. století byl původcem několika freatických erupcí. Poslední erupce byla v roce 2006.